# 清内路峠
清内路峠（せいないじとうげ）は、長野県木曽郡南木曽町と下伊那郡阿智村の境界に位置する標高1,192mの峠である。

## 概要
峠越えの道路として、木曽地区と飯田地区を直接結ぶ路線である国道256号が通っている。
現在清内路峠付近は旧道（一部区間は落石でほぼ廃道同然の状態）であるが、ガードレール及びゲートで封鎖されており電力・林業等の事業用を除く一般車両・歩行者の通行は不能である。
2000年（平成12年）7月に峠のほぼ真下を直線に貫く形で国道256号バイパス清内路トンネル（標高1,094m、延長1,642m）が開通し、一般通行用のこのトンネルが実質の峠扱い（トンネル入口には「清内路峠」の標識はない）となっている。
清内路峠区間に並行する中央自動車道中津川IC - 園原IC間に存在する恵那山トンネルは危険物積載車両が通行禁止の上、通過に際し特別料金が加算されている。このため、飯田市民・阿智村民・南木曽町民はもとより、同区間を利用しない物流トラック等が迂回路としており、交通量は多めである。
2009年（平成21年）7月現在、峠手前の南木曽町側については急勾配・急カーブの連続する大型車のすれ違いが困難な狭隘路であるが、道路改良工事が行われており、完成後は急カーブ・狭隘については解消される見込みである。

## 略歴
かつて伊那谷と木曽谷を結ぶ道は大平峠と飯田峠を越える大平街道と、飯田の北東に位置する伊那から木曽へ抜ける権兵衛峠越えの権兵衛街道(現在は権兵衛トンネルを利用)の2つであったが、飯田から木曽谷南西部に位置する馬籠・妻籠、ひいては尾張・美濃方面へ向かうには権兵衛峠はかなりの大回りルートとなるため、専ら大平街道を利用するのが主であった。
明治時代、飯田北部に位置する阿智村・清内路村方面より木曽谷に向かうルートとして清内路峠を越える、現ルートの基礎となる道が敷設されたようである。その後、大正時代に県道として整備され、1963年（昭和38年）に国道に昇格。その頃から大平街道に取って代わりこちらの峠越えルートが主要となり現在に至る。

## 周辺
- 妻籠宿
- 園原インターチェンジ
- 恵那山トンネル
- 富士見台高原
- ヘブンスそのはらSNOW WORLD
- 昼神温泉